# سن-داماز-دو-لیسله، کبک
سن-داماز-دو-لیسله (به فرانسوی: Saint-Damase-de-L'Islet) شهری در منطقه شهری لیزله ناحیه شودییر-آپالاش در استان کبک کانادا است. در سرشماری سال ۲۰۱۱ این شهر ۶۰۵ نفر جمعیت داشته‌است و مساحت آن ۲۵۹٫۷۲ کیلومتر مربع است.